# Президенти-Дутра (Мараньян)

Президенти-Дутра на карте штата.

Президенти-Дутра (порт. Presidente Dutra) — муниципалитет в Бразилии, входит в штат Мараньян. Составная часть мезорегиона Центр штата Мараньян. Входит в экономико-статистический микрорегион Президенти-Дутра. Население составляет 44 731 человек на 2010 год. Занимает площадь 771,574 км². Плотность населения — 57,97 чел./км².

## Демография
Согласно сведениям, собранным в ходе переписи 2010 г. Национальным институтом географии и статистики (IBGE), население муниципалитета составляет:
| Полное население                               | Полное население                               | Полное население                               | Полное население                               | 44 731 |
| ---------------------------------------------- | ---------------------------------------------- | ---------------------------------------------- | ---------------------------------------------- | ------ |
| в том числе:                                   | Городское население                            | 32 000                                         | Процент городского населения, %                | 71,54  |
|                                                | Сельское население                             | 12 731                                         | Процент сельского населения, %                 | 28,46  |
|                                                | Мужское население                              | 21 966                                         | Процент мужского населения, %                  | 49,11  |
|                                                | Женское население                              | 22 765                                         | Процент женского населения, %                  | 50,89  |
| Плотность населения, чел/км²                   | Плотность населения, чел/км²                   | Плотность населения, чел/км²                   | Плотность населения, чел/км²                   | 57,97  |
| Население муниципалитета в % к населению штата | Население муниципалитета в % к населению штата | Население муниципалитета в % к населению штата | Население муниципалитета в % к населению штата | 0,68   |

По данным оценки 2016 года, население муниципалитета составляет 46 680 жителей.

## История
Город основан 28 июня 1948 года. 

## Статистика
- Валовой внутренний продукт на 2006 год составляет 73 168 000,00 реалов (данные: Бразильский институт географии и статистики).
- Валовой внутренний продукт на душу населения на 2006 год составляет 1724,85 реала (данные: Бразильский институт географии и статистики).
- Индекс развития человеческого потенциала на 2000 год составляет 0,624 (данные: Программа развития ООН).

## География
Климат местности: тропический.